# Királymező
Királymező (ukránul: Усть-Чорна [Uszty-Csorna], németül: Königsfeld) szeliscse Ukrajnában, Kárpátalján, a Técsői járásban. 

## Fekvése
Técsőtől északkeletre, 45 km-re fekszik. A Tarac folyó mellett települt, ahol az a Kis-Tarac (Mokrjanka) és a Bruszturjanka (Teresulka) egyesüléséből létrejön.

## Nevének eredete
A Királymező helységnév magyar eredetű, a magyar király ’uralkodó’ és a mező főnévnek az összetételével keletkezett. A népnévi német Königsfeld párhuzamos névadással jött létre, de a helységnevet lefordították latinra is (Vallis Regia). A hivatalos ukrán Усть-Чорна előtagja a ruszin устье ’torkolat, torok’ (Чопей 411), utótagja a Csorna pataknév (1864:Csorna Bach, Чорний Потік).

## Története
Nevét 1838-ban Vallis Regia néven írták (Schem. 60). Későbbi névváltozatai: 1850 körül Királymező, 1852-ben és 1853-ban Königsfeld, 1877-ben Királymező (hnt.), 1882-ben Királymező, 1892-ben Királymező (Uscsarna) (hnt.), 1913-ban Királymező (hnt.), 1925-ben Užčorná, 1930-ban Ust’čorna (ComMarmUg. 142), 1944-ben Királymező, Устчорна (hnt.), 1983-ban Усть-Чорна (Zo).
Pesty Frigyes az 1800-as években írta a faluról:
Dombótól 4 óra távolságnyira létezik Királymező kincstár által fakezeléshez szükséges némethonból a mult század közepén ide hozott németek telepitvénye.
A trianoni békeszerződés előtt Máramaros vármegye Tarczvizi járásához tartozott. 1910-ben 906 lakosából 77 magyar, 795 német, 33 ruszin volt. Ebből 786 római katolikus, 40 görögkatolikus, 73 izraelita volt.

## Népesség
Lakossága a 2001-es népszámlálás idején 1456 fő volt.

| 2019 | 1 560 |

## Galéria

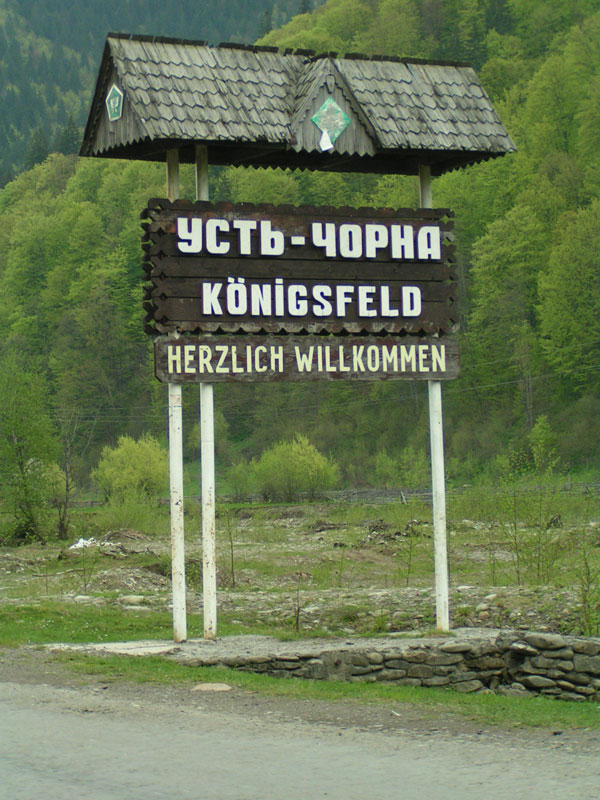
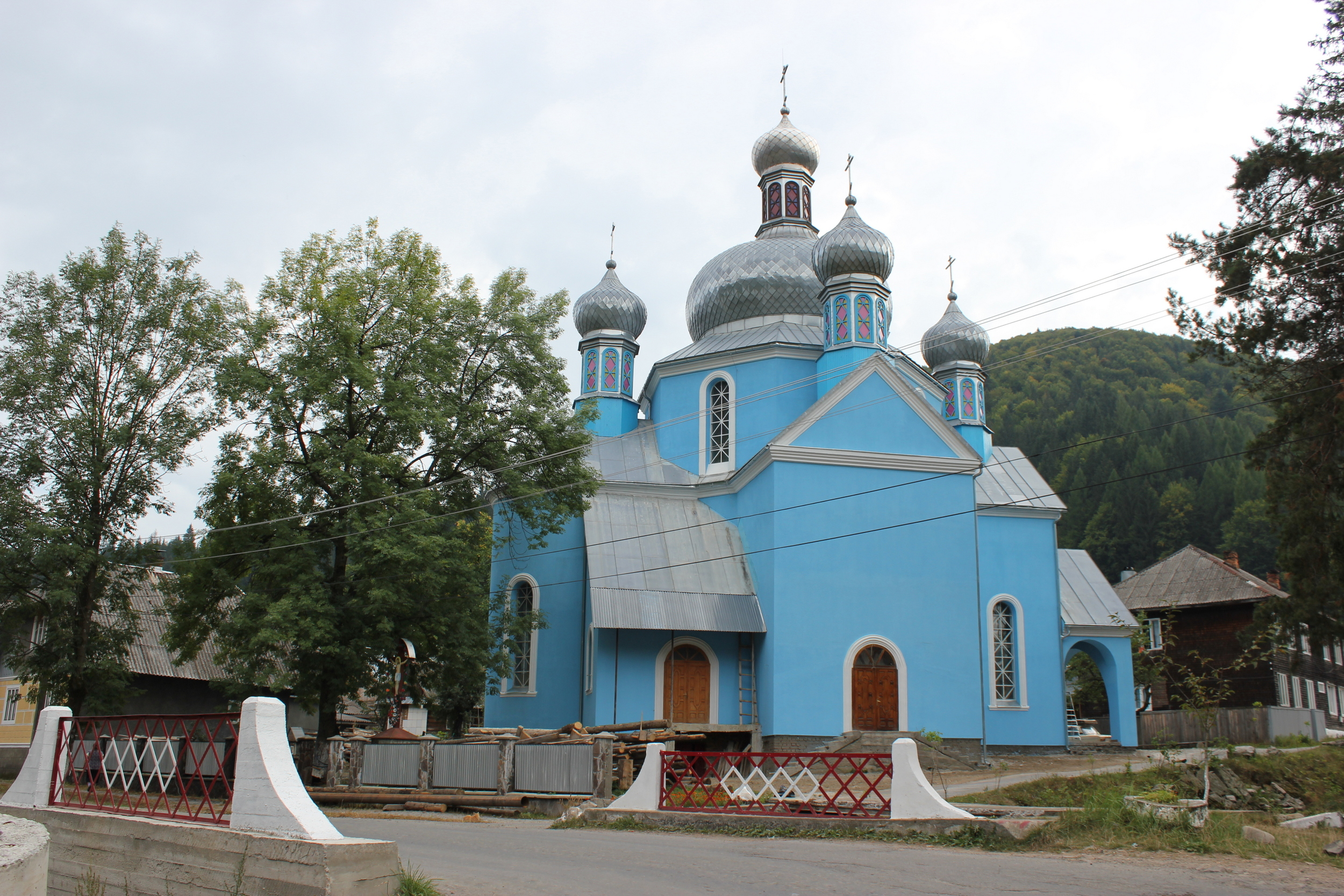
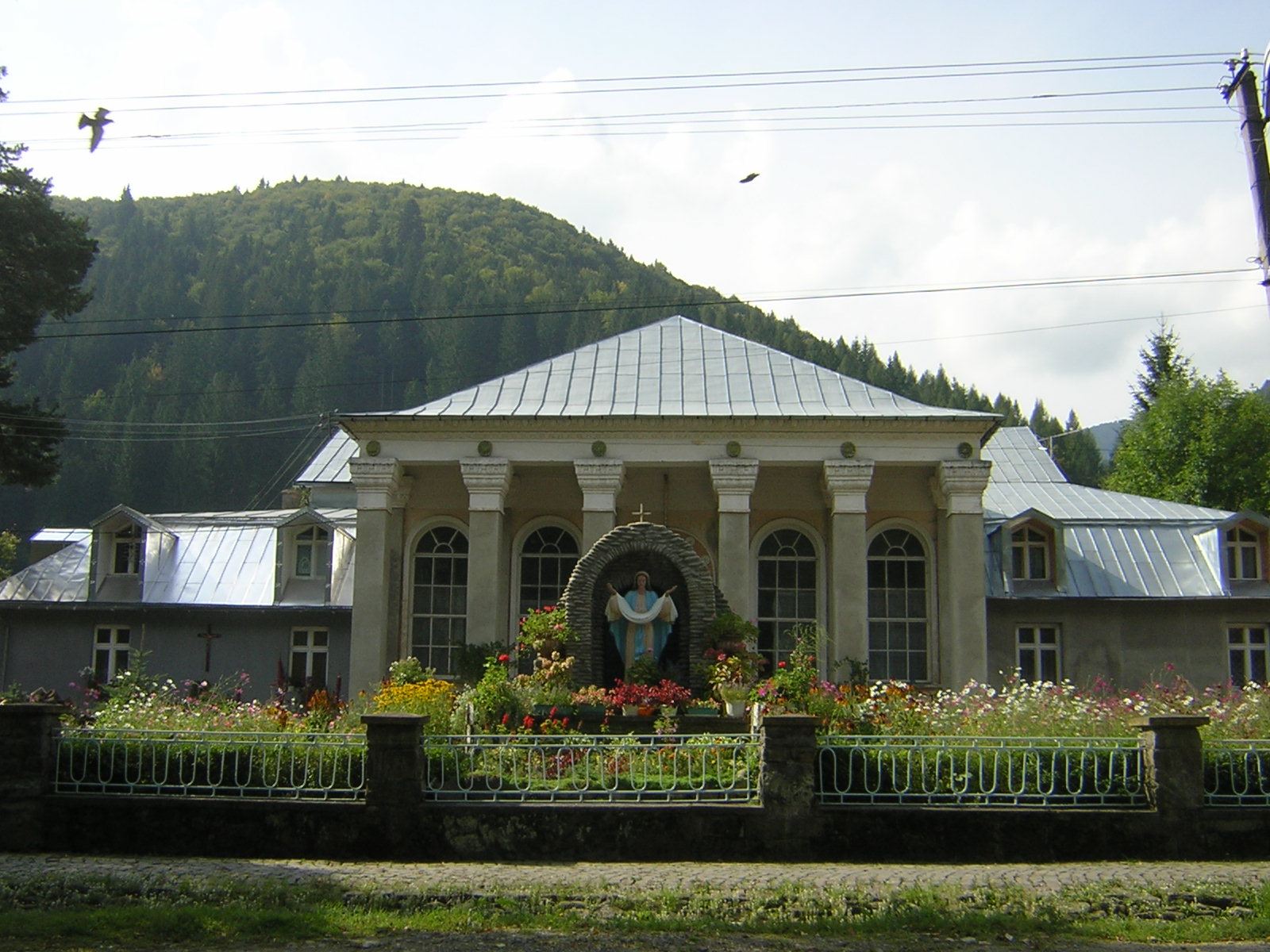
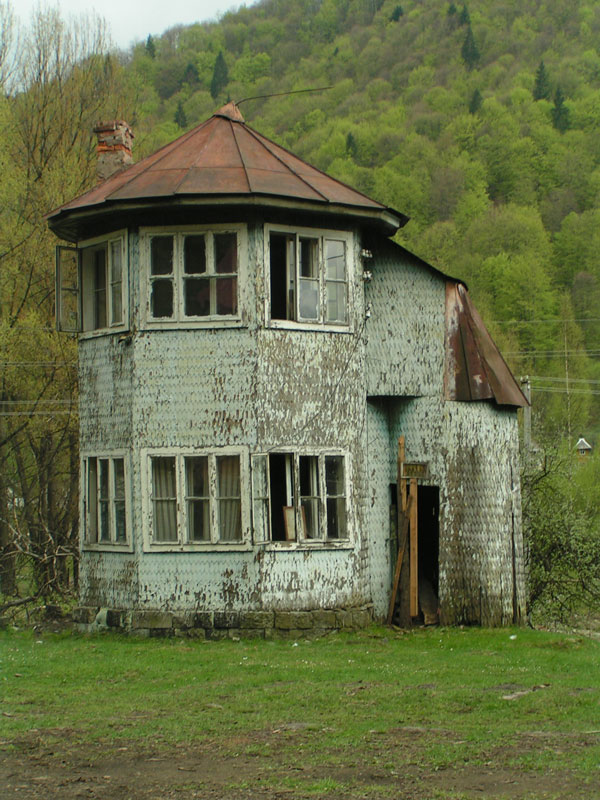
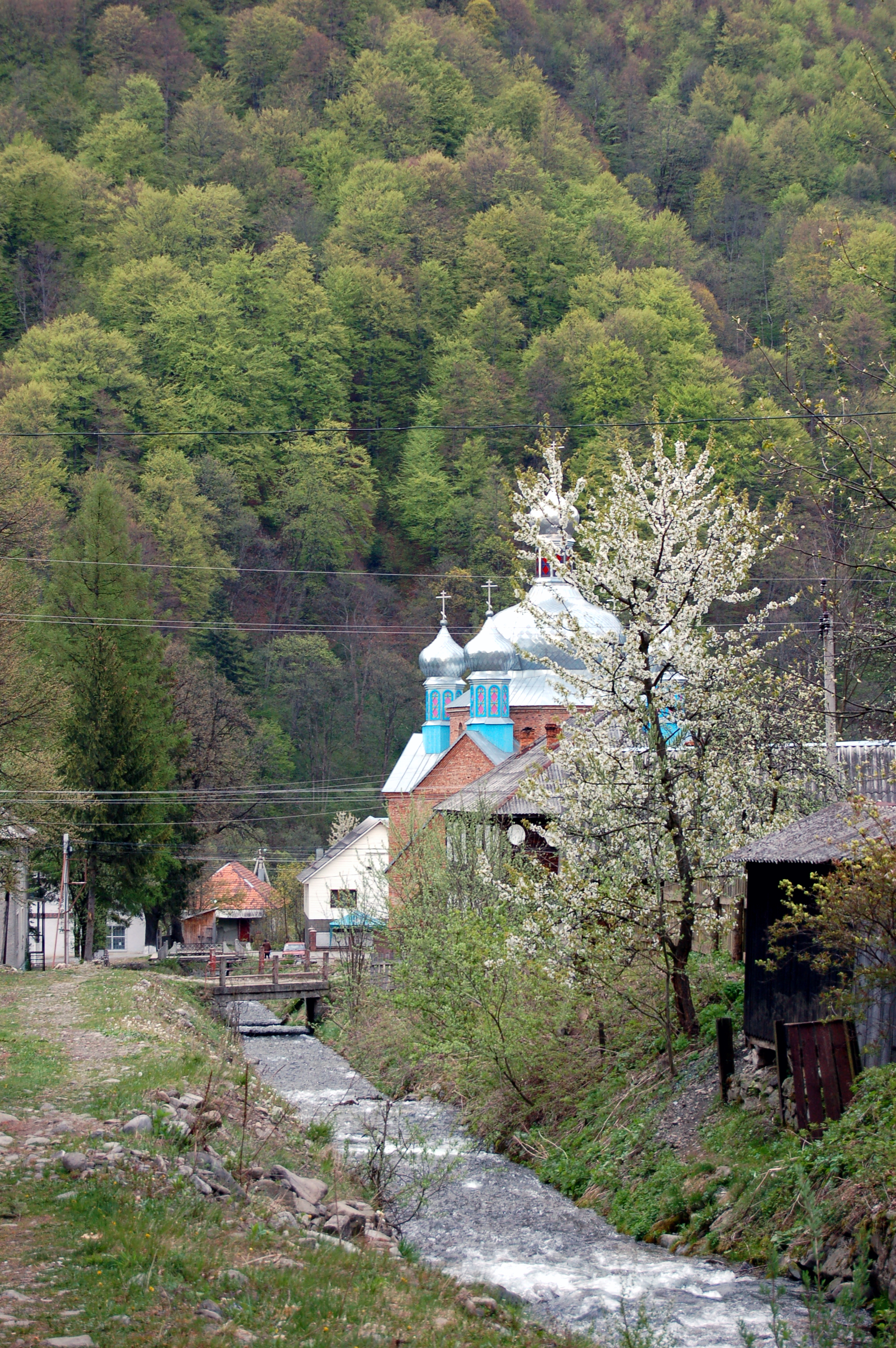
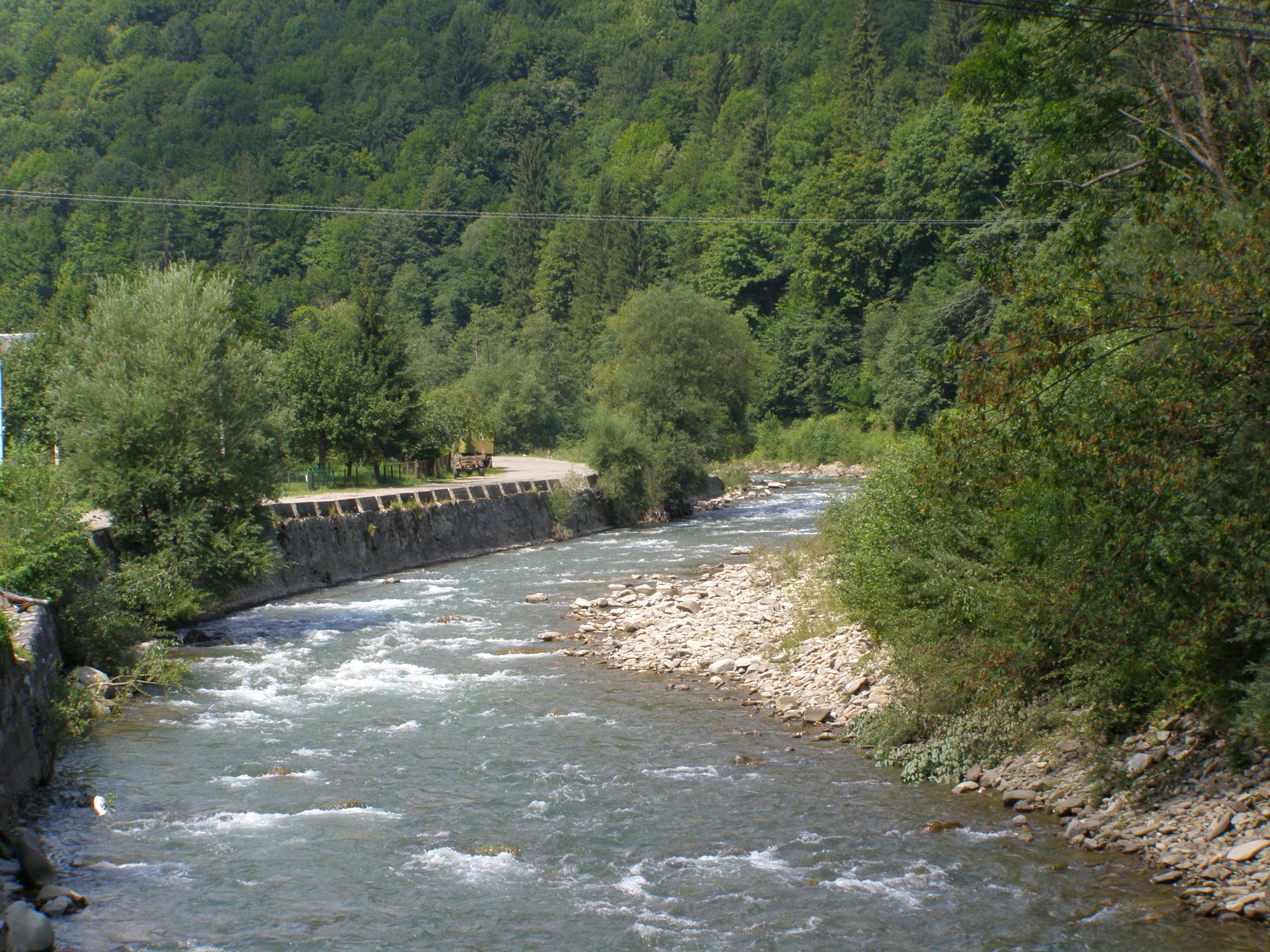
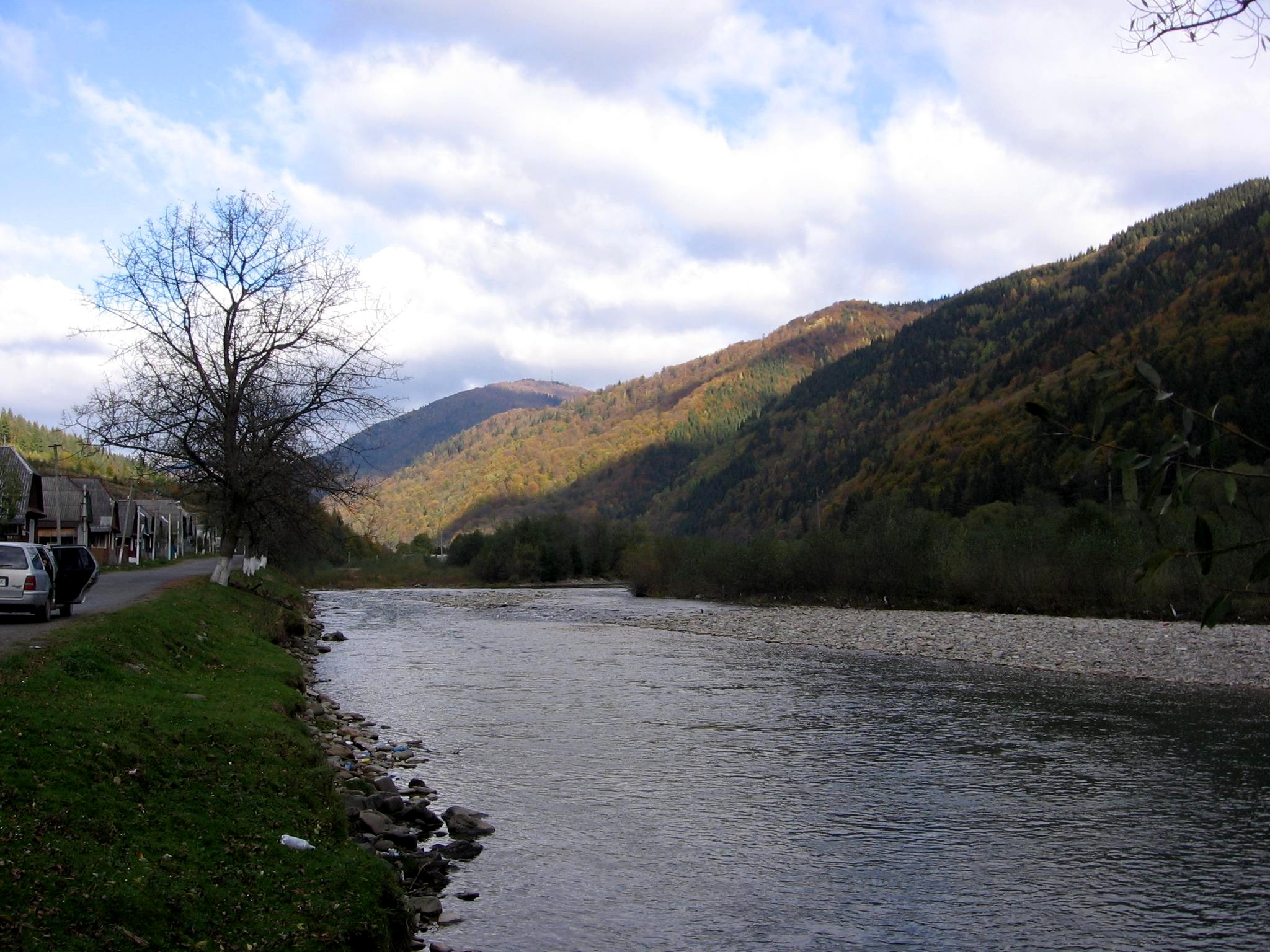
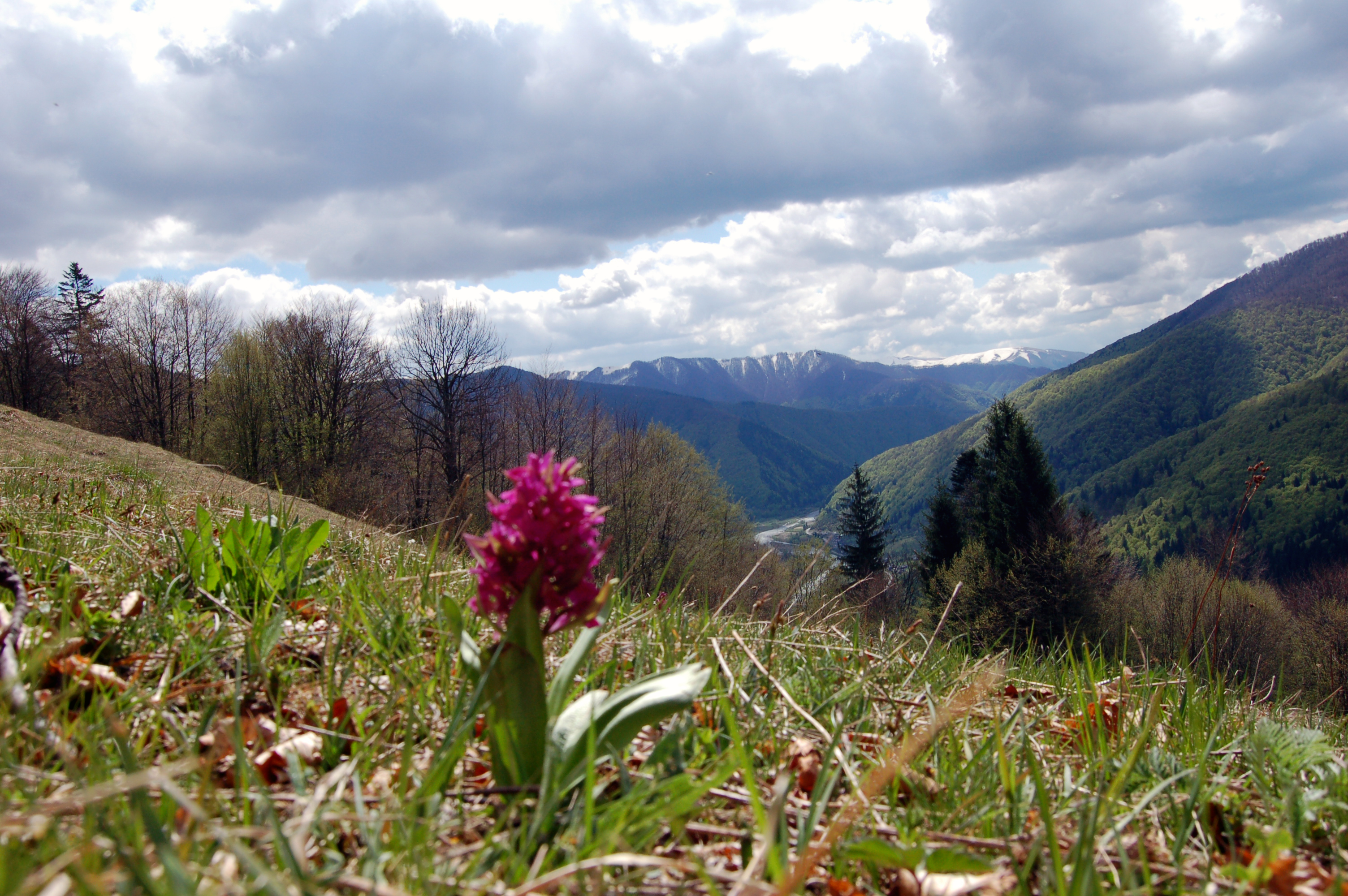